# Desroches
Desroches is een eiland dat behoort tot de Amiranten van de Seychellen. Het ligt zo'n 230 kilometer ten zuiden van het hoofdeiland Mahé. De naam komt mogelijks van ridder des Roches, gouverneur-generaal van de Franse Mascarenen, op het moment dat de Fransen dit eiland ontdekten (1771).
Desroches is 6,2 km lang, heeft een oppervlakte van 3,24 km² en een kustlijn van zo'n 15 km. Het eiland heeft een dichte begroeiing, vroeger noemden de Britten het Wood Island en leverde het copra. Er is een luxe resort/hotel aanwezig en het eiland beschikt over een eenvoudige landingsbaan.